# Cavernocymbium vetteri
Espèce
Cavernocymbium vetteri est une espèce d'araignées aranéomorphes de la famille des Macrobunidae.

## Distribution
Cette espèce est endémique de Californie aux États-Unis,. Elle se rencontre dans le comté de San Bernardino entre 1 220 et 1 340 m d'altitude sur la Granite Mountain.

## Description
Le mâle holotype mesure 2,32 mm et la femelle paratype 2,00 mm, les mâles mesurent de 2,14 à 2,60 mm et les femelles de 1,52 à 2,46 mm.

## Systématique et taxinomie
Cette espèce a été décrite par Ubick en 2005.

## Étymologie
Cette espèce est nommée en l'honneur de Richard S. Vetter.

## Publication originale
- Ubick, 2005 : « New genera and species of cribellate coelotine spiders from California (Araneae: Amaurobiidae). » Proceedings of the California Academy of Sciences, sér. 4, vol. 56 no 24, p. 305-336 (texte intégral).